# Консул (организация)
Организация «Консул» (нем. Organisation Consul, сокр. О. С.) — тайная националистическая террористическая организация времен Веймарской республики. Детище Германа Эрхардта, «Консул» пыталась политическими убийствами поколебать демократическую систему молодой республики и пересмотреть итоги Первой мировой войны, в частности, Версальский договор. В период между 1918 годом и июнем 1922 года было совершено 354 убийства по политическим мотивам, большая часть из которых предположительно организована членами этой организации.

## История создания
Организация «Консул» была создана на основе добровольческой морской бригады Эрхардта, официально распущенной в 1920 году. Командир бригады, чьё имя она носила, капитан Герман Эрхардт сформировал организацию из её рядов после провала Капповского путча. В силу своего происхождения «Консул» был организован по военному принципу из кадровых военных, преимущественно бывших офицеров рейхсвера и фрайкора.
Средний возраст члена организации составлял от 20 до 30 лет. В основе идеологии организации лежала антибуржуазная аффектация и радикальный национализм. Одним из самых известных членов организации «Консул» был будущий писатель Эрнст фон Заломон. Агенты организации работали по всей территории страны. По некоторым оценкам в своих террористических акциях организация могла рассчитывать на 5 тысяч человек. Эта подпольная организация действовала под прикрытием мюнхенской компании по торговле древесиной и имела собственные нелегальные склады оружия. Под крылом «Консула» находилась целая сеть отдельных военизированных организаций.

## Деятельность
26 августа 1921 года в шварцвальдском Бад-Грисбахе был убит ненавистный правым силам центрист Маттиас Эрцбергер. В своём расследовании полиция вскоре вышла на след убийц — студентов Генриха Шульца и Генриха Тиллессена, а затем и на организацию «Консул», в которую они входили. В ходе общегерманской операции было арестовано 34 члена организации «Консул». Большинство из них однако было вскоре освобождено за недостаточностью доказательств причастности организации к убийству Эрцбергера. Некоторым членам «Консула» было предъявлено обвинение в участии в тайной организации.
24 июня 1922 года членами организации «Консул» был убит министр иностранных дел Германии Вальтер Ратенау. Одним из соучастников преступления был Эрнст фон Заломон. В автобиографии «Анкета», вышедшей в 1945 году, Заломон настаивал на том, что «Консул» был организован с тайными политическими целями с ведома рейхсвера для создания запрещённой в Веймарской республике службы контрразведки — абвера, который в конечном итоге возглавил адмирал Канарис. Организация «Консул» была причастна и к убийству в Баварии председателя фракции НСДПГ Карла Гарейса 9 июня 1921 года и покушению на социал-демократа Филиппа Шейдемана в 1922 году.
Организация «Консул» сыграла значительную роль в создании штурмовых отрядов СА. Из рядов «Консула» вышли телохранители Гитлера Юлиус Шрек и Йозеф Берхтольд.
«Консул» был запрещён на основании Закона о защите республики от 21 июля 1922 года. В Третьем рейхе бывших членов «Консула» чествовали как «героев национального сопротивления» (так, убийц Ратенау прославляли в монументах), хотя фактически организация «Консул» конкурировала с НСДАП. Известно о нескольких конфликтах между Эрхардтом и Гитлером в Мюнхене в 20-е годы, Эрхардт даже обвинял Гитлера в нарушении своих обещаний.